# Erebus macrops
Erebus macrops is een vlinder uit de familie van de spinneruilen (Erebidae).

## Verspreiding
De vlinder komt voor in het Oriëntaals gebied waaronder India, Sri Lanka, Nepal, West-China, Myanmar, Thailand, Sumatra en Borneo. Sommige bronnen vermelden ook het voorkomen van deze soort in tropisch Afrika. Hierbij is echter sprake van verwisseling met de in tropisch Afrika voorkomende en zeer gelijkende Erebus walkeri.

## Waardplanten
De rups leeft op soorten van het geslacht Acacia (o.a. Acacia pennata) en Entada (Fabaceae).